# Greg Aquino
Pour les articles homonymes, voir Aquino (homonymie).
Gregori Emilio Aquino Valera (né le 11 janvier 1978 à Puerto Palenque, San Cristóbal, République dominicaine) est un lanceur de relève droitier qui joue dans la Ligue majeure de baseball de 2004 à 2009.

## Carrière
Recruté très jeune comme arrêt-court par les Diamondbacks de l'Arizona en 1995, il devient lanceur en 1999. Il débute en Ligue majeure le 2 juillet 2004 et prend part à 34 rencontres lors de la seconde moitié de la saison 2004 pour une moyenne de points mérités de 3,06 en 35 manches et un tiers. Il assure 16 sauvetages. Moins performant les deux saisons suivantes, il est échangé aux Brewers de Milwaukee le 25 novembre 2006 à l'occasion d'un échange impliquant plusieurs joueurs. Aquino ne dispute que 15 rencontres en 2007 sous l'unifome des Brewers, il est transféré chez les Orioles Baltimore le 14 décembre 2007. En 2008, il lance 9 manches et un tiers en 9 matchs pour une moyenne de points mérités de 12,54. Il figure pourtant dans l'effectif actif en début de saison, mais Aquino est relégué en ligues mineures dès le 21 avril 2007.
Aquino rejoint l'organisation des Indians de Cleveland le 14 janvier 2009 en signant un contrat de ligues mineures. Il commence la saison 2009 avec le club-école Triple-A des Indians, les Clippers de Columbus avant d'être appelé en Ligue majeure à la fin du mois de mai.